# Naoki Soma
Naoki Soma (japonsko 相馬 直樹), japonski nogometaš in trener, 19. julij 1971.
Za japonsko reprezentanco je odigral 58 uradnih tekem.